# پاپا دادسون
پاپا دادسون (انگلیسی: Papa Dadson؛ زادهٔ ۱۸ مارس ۱۹۹۰) بازیکن فوتبال اهل غنا است که در حال حاضر برای لومتزانه در پست هافبک بازی می‌کند.
از باشگاه‌هایی که در آن بازی کرده است می‌توان به لومتزانه، دارفو بواریو، ترنتو ۱۹۲۱ و رتاتزو اشاره کرد.